# 克魯申卡
50°14′1″N 30°21′49″E / 50.23361°N 30.36361°E
克魯申卡（羅馬化：Krushynka）是位於烏克蘭北部基辅州法斯蒂夫區赫萊瓦哈市鎮的村莊。該村始建於1600年，面積2.16平方公里，2007年人口347，人口密度每平方公里160.7人。

## 圖片

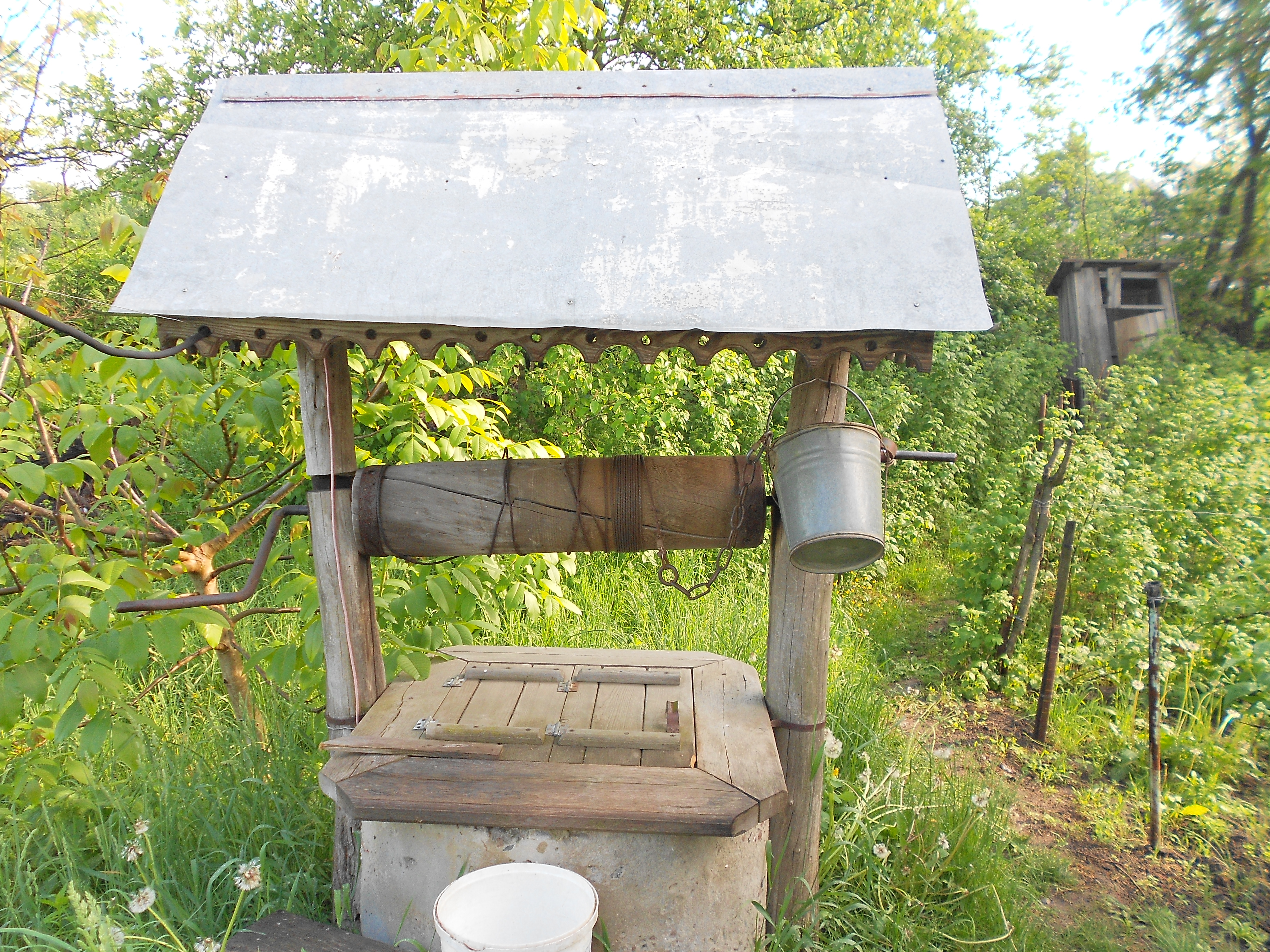
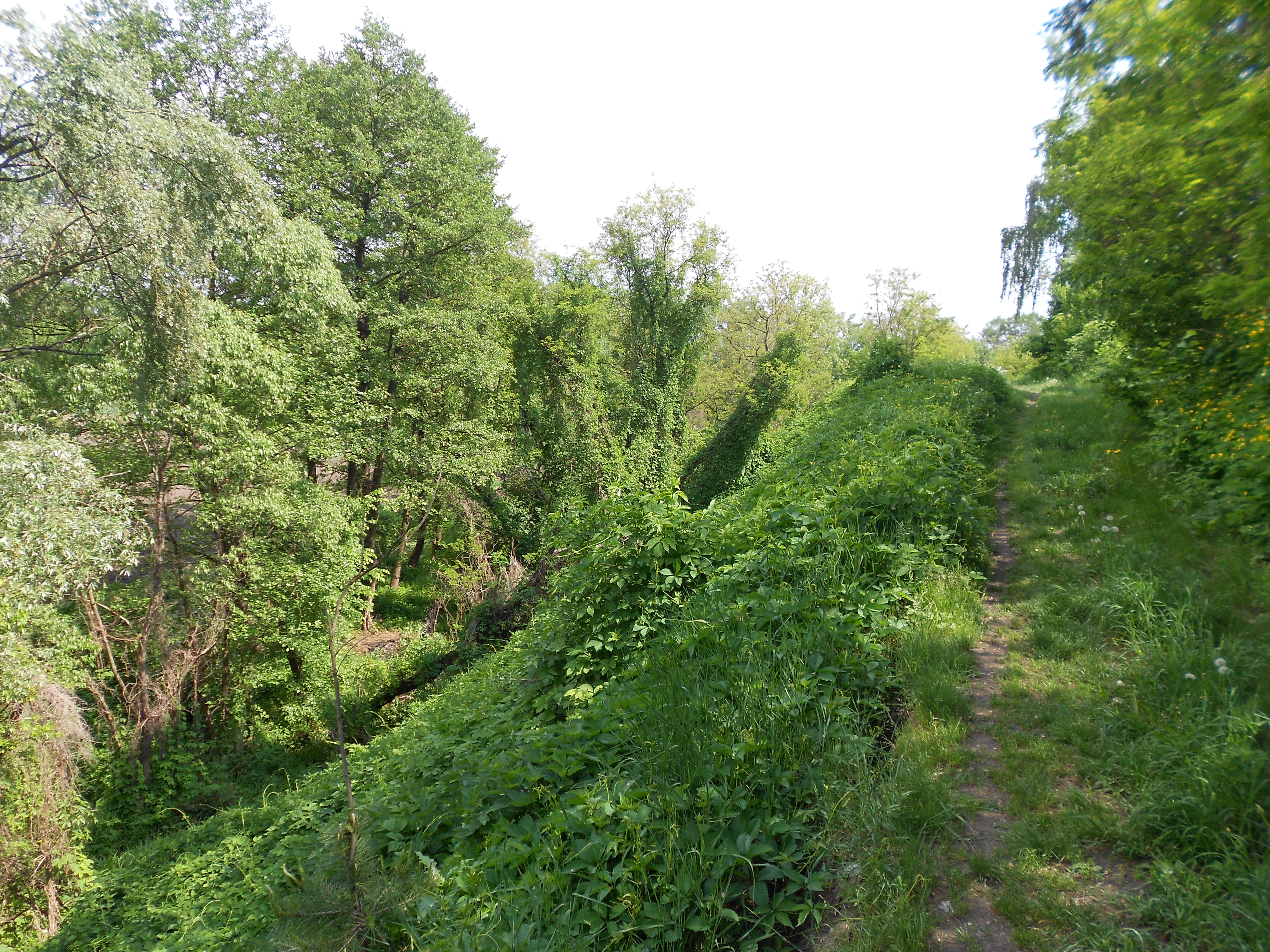
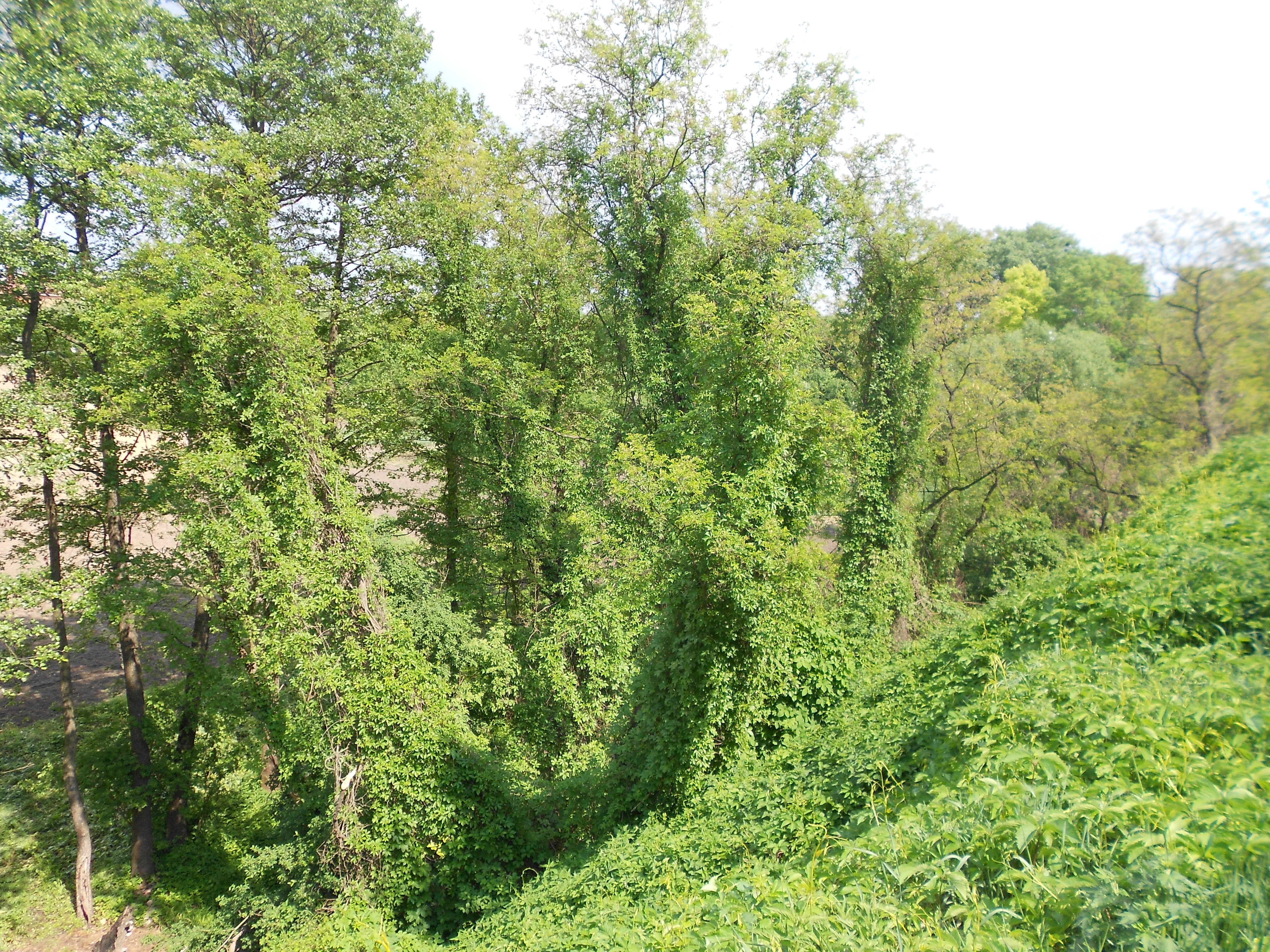
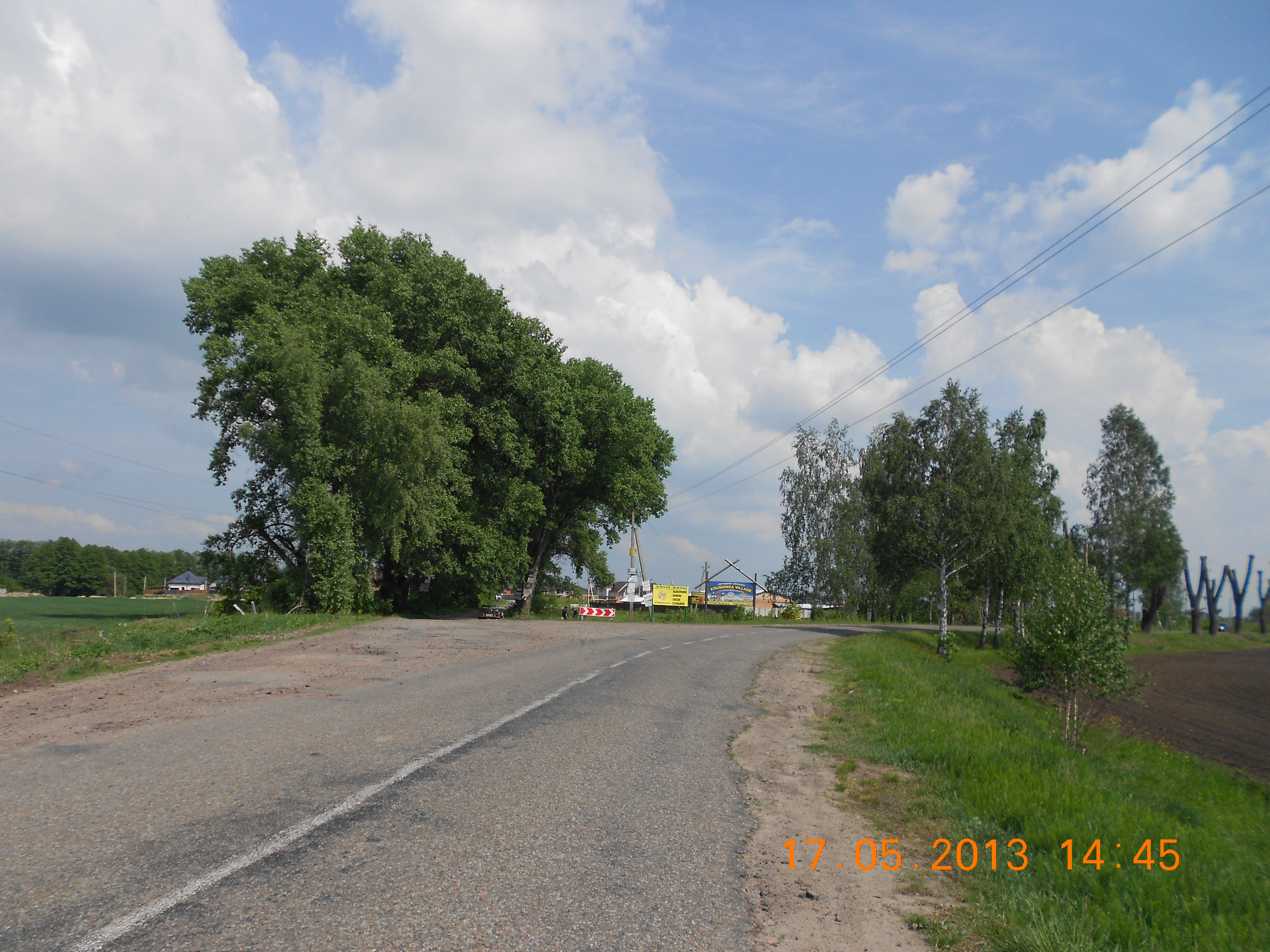
通往村莊的道路
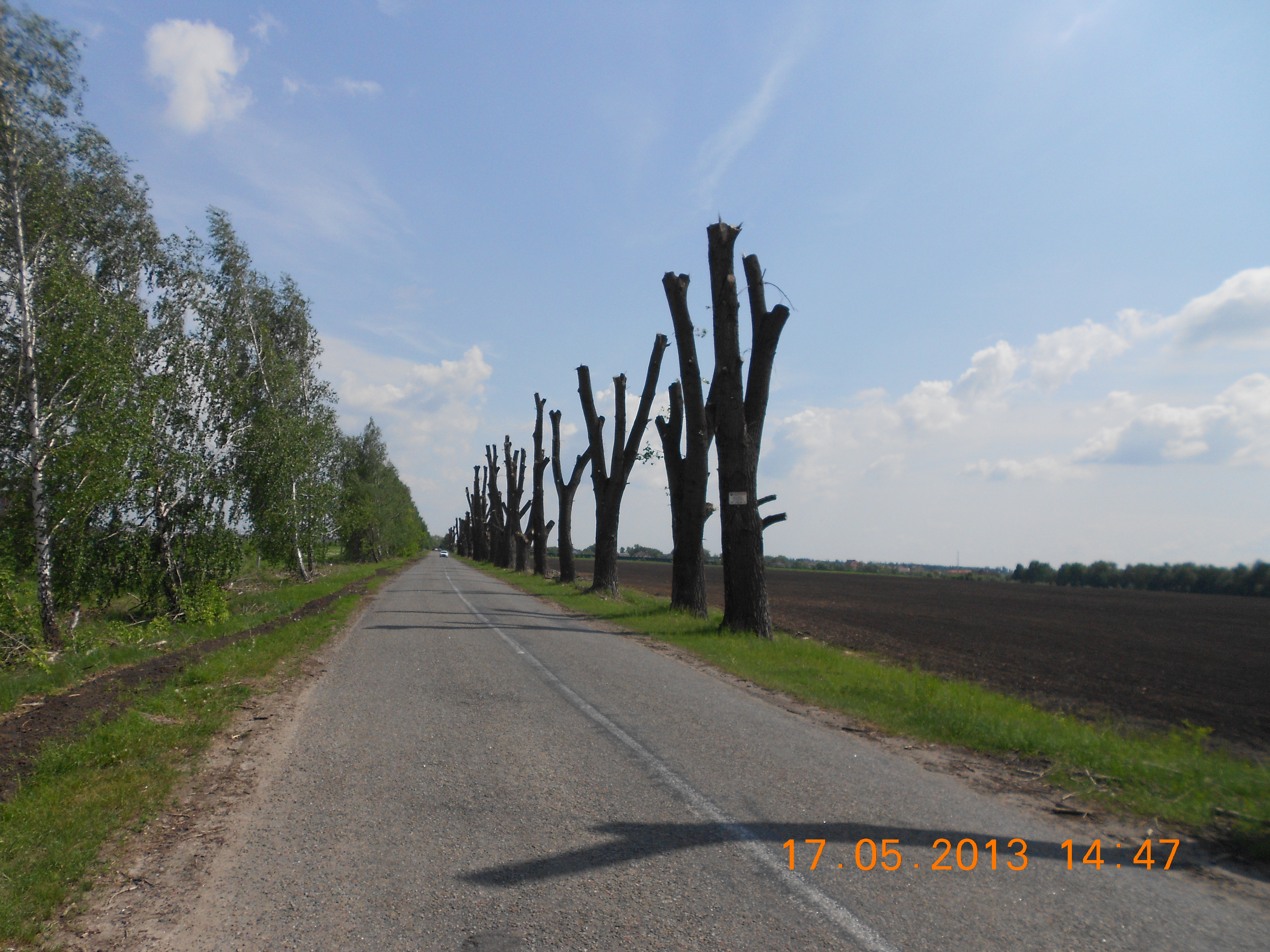
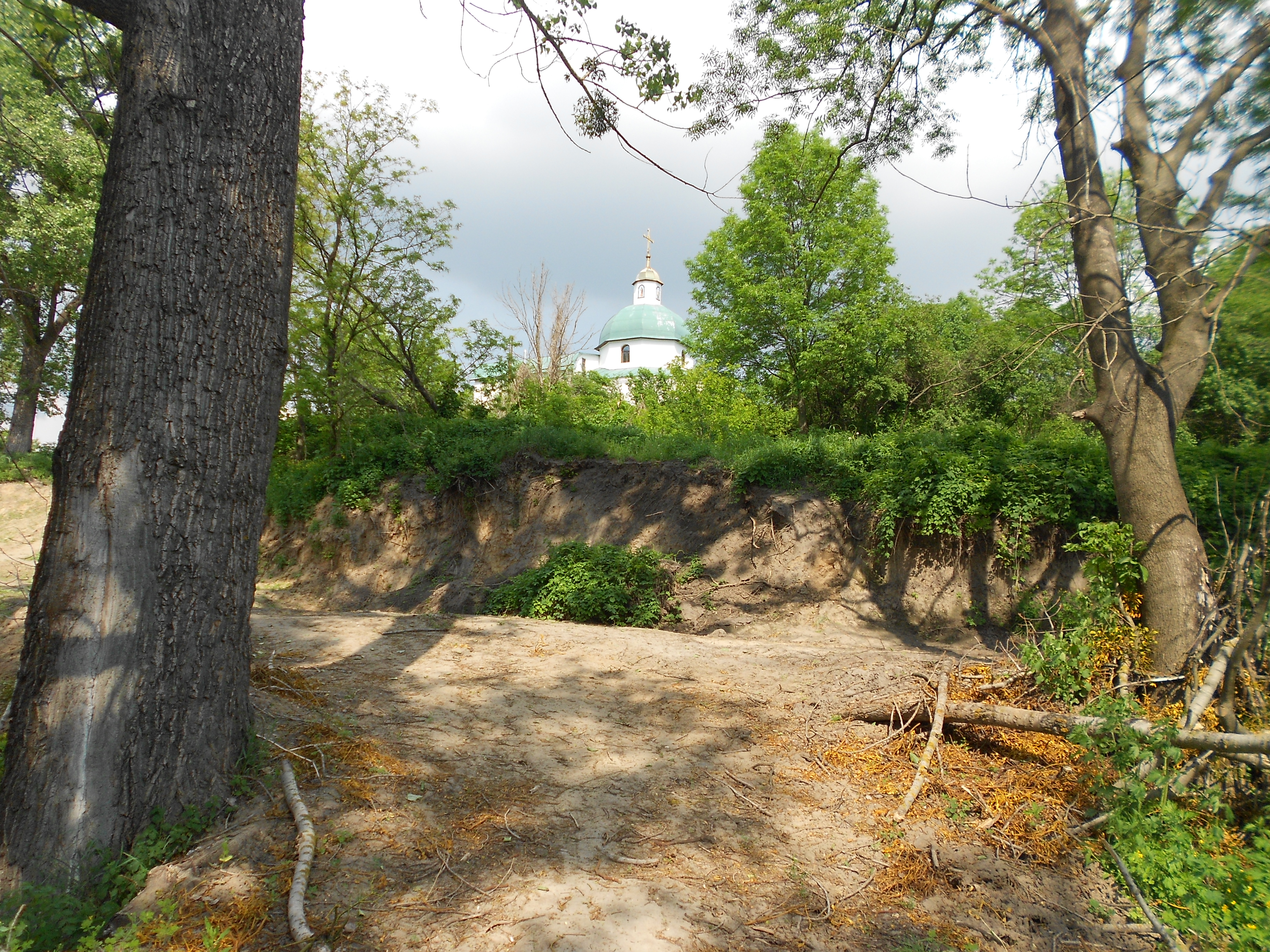